# Voskresenivka, Novomoskovsk
Voskresenivka (în ucraineană Воскресенівка) este un sat în comuna Holubivka din raionul Novomoskovsk, regiunea Dnipropetrovsk, Ucraina.

## Demografie
Componența lingvistică a localității Voskresenivka
     Ucraineană (88,67%)
     Rusă (10,67%)
     Alte limbi (0,67%)
Conform recensământului din 2001, majoritatea populației localității Voskresenivka era vorbitoare de ucraineană (88,67%), existând în minoritate și vorbitori de rusă (10,67%).